# Эуфиллин
Эуфиллин (лат. euphyllinum) — бронхолитическое средство, ингибитор фосфодиэстеразы.
Эуфиллин известен также как Аминофиллин. Он используется в качестве дополнения к ингаляционным селективным агонистам бета-2 и системным кортикостероидам для лечения острых обострений симптомов и обратимой обструкции воздушного потока, связанных с астмой и другими хроническими заболеваниями легких, например, эмфиземой, ХОБЛ и хроническим бронхитом. 

## Состав
1 таблетка содержит 150 мг аминофиллина.

## Фармакологическое действие
Представляет собой соединение теофиллина с этилендиамином, что облегчает его растворимость и улучшает абсорбцию. Препарат ингибирует фосфодиэстеразу и увеличивает накопление в тканях ц-АМФ, блокирует аденозиновые рецепторы, обладает способностью угнетать транспорт ионов кальция через каналы клеточных мембран. Расслабляет мускулатуру бронхов, снимает бронхоспазм. Несколько расширяет сосуды сердца, мозга, почек, является периферическим вазодилататором. Обладает умеренно выраженным диуретическим эффектом. Угнетает агрегацию тромбоцитов. Оказывает стимулирующее действие на дыхательный центр, повышает частоту и силу сердечных сокращений.

## Фармакокинетика
При приеме внутрь биодоступность препарата составляет 80-100 %. Связь с белками плазмы около 60 %.
После приема внутрь около 90 % дозы метаболизируется в печени. Период полувыведения колеблется от 5 до 24 ч.

## Показания к применению
1. бронхообструктивный синдром;
2. нарушение функции дыхательного центра;
3. нарушения мозгового кровообращения (в составе комплексной терапии);
4. недостаточность кровообращения (в составе комплексной терапии).

## Режим дозирования
Дозу препарата устанавливают индивидуально.
Обычно препарат назначают по 1-2 таб. 3-4 раза в сутки.
При необходимости дозу препарата можно увеличивать с интервалом в 2-3 дня до достижения оптимального терапевтического эффекта.

## Побочное действие
Возможны: отсутствие аппетита, тошнота, головная боль, тахикардия, беспокойство,головокружение, рвота, нарушения сердечного ритма, альбуминурия, гематурия, аллергические реакции в виде кожной сыпи.
Редко: судороги, обострение язвенной болезни, гипогликемия, мышечная слабость.

## Противопоказания
1. острая сердечная недостаточность;
2. стенокардия;
3. нарушения ритма сердца;
4. выраженное нарушение функции печени и/или почек;
5. эпилепсия;
6. повышенная чувствительность к аминофиллину;
7. язвенная болезнь желудка или двенадцатиперстной кишки.

## Особые указания
Препарат назначают с осторожностью пациентам с лихорадкой неясного генеза, лицам пожилого возраста.
Эуфиллин может повысить уровень мочевой кислоты в моче.
При назначении препарата в периоды беременности и лактации необходимо сопоставить предполагаемую пользу для матери и потенциальный риск для плода или новорожденного. Соблюдать осторожность при употреблении больших количеств кофеинсодержащих продуктов или напитков в период лечения

## Лекарственное взаимодействие

### Фармакодинамическое взаимодействие
При одновременном применении с Эуфиллином усиливается бронходилатирующее (связанное с расслаблением гладкой мускулатуры бронхов или уменьшением отека слизистой оболочки, приводящее к улучшению проходимости дыхательных путей) действие тербуталина и сальбутамола.
Одновременный прием Эуфиллина с бета-блокаторами может вызвать бронхоспазм.

### Фармакокинетическое взаимодействие
Циметидин, эритромицин, противогриппозная вакцина и оральные контрацептивы усиливают действие Эуфиллина, повышая его концентрацию в плазме крови пациента.
При одновременном назначении с карбамазепином, фенитоином, рифампицином уровень концентрации Эуфиллина в плазме крови уменьшается. Никотин активирует метаболизм и выведение Эуфиллина.
При одновременном применении Эуфиллин увеличивает экскрецию лития.

## Форма выпуска
30 таблеток по 150 мг или ампулы по 5 и 10мл (раствор 2,4 % для внутривенного введения, 24 % — для внутримышечного). Вводить препарат необходимо медленно.